# Museo Arqueológico de Medina Sidonia
El Museo Arqueológico de Medina Sidonia se encuentra situado en el centro de la localidad de Medina Sidonia, provincia de Cádiz, España.
El museo se ubica en la parte superior del Conjunto Arqueológico Romano de Medina Sidonia, que está integrado principalmente por una serie de construcciones hidráulicas que datan del siglo I d. C., y que cuenta con más de 30 metros de galerías de alcantarillas subterráneas. Los objetivos del museo son los de conservar, clasificar y exponer los materiales arqueológicos y numismáticos con los que cuenta la ciudad, producto de hallazgos casuales y de excavaciones arqueológicas en su núcleo urbano.
El origen de este museo fue el descubrimiento, en el año 1969, de las alcantarillas subterráneas (cloacas) de la ciudad romana de Assido-Caesarina. Dichas galerías se fueron vaciando entonces sin ninguna metodología arqueológica para ser posteriormente abandonadas, y no sería hasta un par de décadas más tarde, en el año 1991 cuando, por iniciativa del ayuntamiento municipal y de la Consejería de Cultura, se programa su investigación y se comienza su apuesta por su revalorización.
A partir de todo ello, el museo Arqueológico de Medina-Sidonia se crea en el año 2011, y su apertura al público se produjo dos años más tarde, el 5 de diciembre de 2013.